# Bräcke kommun
Bräcke kommune ligger i det svenske län Jämtlands län i Jämtland. Kommunens administrationscenter ligger i Bräcke.

## Byer
Der findes fire byområder i Bräcke Kommune i 2005.
Indbyggere pr. 31. december 2005.
| #  | Byområder   | Indbyggertal |
| -- | ----------- | ------------ |
| 1. | Bräcke      | 1 566        |
| 2. | Gällö       | 758          |
| 3. | Kälarne     | 492          |
| 4. | Pilgrimstad | 405          |